# Pyxicephalidae
Pyxicephalidae là một họ động vật lưỡng cư trong bộ Anura. Họ này có 78-80 loài ếch sinh sống tại khu vực châu Phi hạ Sahara.

## Phân loại học
Họ Pyxicephalidae trước đây từng được coi là nhánh miền nam châu Phi của họ Ranidae, bao gồm các chi sau:
- Phân họ Cacosterninae Noble, 1931[3]
  - Chi Amietia Dubois, 1987: 16 loài
  - Chi Anhydrophryne Hewitt, 1919: 3 loài
  - Chi Arthroleptella Hewitt, 1926: 7 loài
  - Chi Cacosternum Boulenger, 1887: 16-17 loài
  - Chi Microbatrachella Hewitt, 1926: 1 loài
  - Chi Natalobatrachus Hewitt & Methuen, 1912: 1 loài
  - Chi Nothophryne Poynton, 1963: 1 loài
  - Chi Poyntonia Channing & Boycott, 1989: 1 loài
  - Chi Strongylopus Tschudi, 1838: 11 loài
  - Chi Tomopterna Duméril & Bibron, 1841: 15 loài
- Phân họ Pyxicephalinae Bonaparte, 1850[4]
  - Chi Aubria Boulenger, 1917: 2-3 loài
  - Chi Pyxicephalus Tschudi, 1838: 4 loài

## Hình ảnh

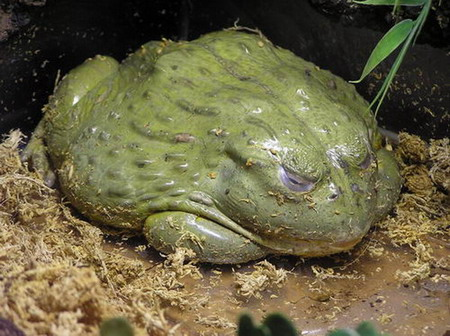
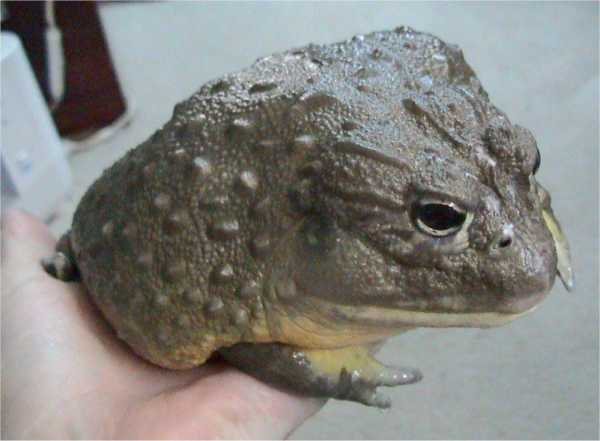
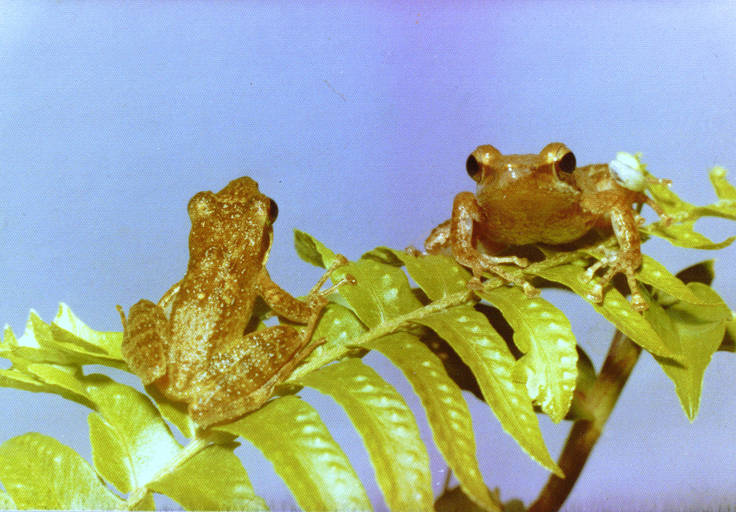